# شهرستان هچینگ
شهرستان هچینگ (به لاتین: Heqing County) یک منطقهٔ مسکونی در چین است که در ولایت خودمختار دالی بای واقع شده‌است. شهرستان هچینگ ۲٬۳۹۵ کیلومتر مربع مساحت و ۲۶۰٬۰۰۰ نفر جمعیت دارد.